# Giovanni Francesco Fortunio
Giovanni Francesco Fortunio (Zara o Pordenone, ca. 1470 – Fano, 1517), gramático, jurista y humanista italiano.

## Biografía
Fortunio es conocido por la impresión en 1516 de la primera gramática de la lengua italiana, en una imprenta de tipos móviles; la obra se titulaba Regole grammaticali della volgar lingua. Se considera que esta gramática se compiló durante su estadía en Trieste. Esta obra en dos tomos comprende un análisis morfológico y ortográfico de la lengua vernácula toscana, sobre la base de las obras del siglo XIV de autores de la talla de Dante Alighieri, Francesco Petrarca y Giovanni Boccaccio. 
Fortunio ejerció además importantes cargos en la política italiana; en Trieste fue vicario de 1497 a 1498, y posteriormente fue podestà en Ancona.